# Elizabeth McKinnon
Elizabeth McKinnon   (Sydney, 13 de gener de 1925 - 24 de juny de 1981), coneguda sovint com a Betty McKinnon, fou una atleta australiana, especialista en curses de velocitat, que va competir durant la dècada de 1940.
El 1948 va prendre part en els Jocs Olímpics de Londres, on va disputar tres proves del programa d'atletisme. Va guanyar la medalla de plata en la prova del 4x100 metres formant equip amb Shirley Strickland, June Maston i Joyce King, mentre en el 100 i 200 metres quedà eliminada en sèries.

## Millors marques
- 100 metres. 12,3" (1948)
- 200 metres. 25,0" (1947)[1][2]